# Tanjuang Pauah
Tanjuang Pauah is een bestuurslaag in het regentschap Lima Puluh Kota van de provincie West-Sumatra, Indonesië. Tanjuang Pauah telt 1817 inwoners (volkstelling 2010).